# Gab
Gab је амерички веб-сајт за микроблогинг и услуга друштвеног умрежавања која је позната по корисницима наклоњеним крајњој десници. Описан као уточиште за неонацисте, расисте, беле супрематисте, антисемите, припаднике алт-рајта, присталице Доналда Трампа, конзервативце и пратиоце теорија завере као што је Кјуанон, Gab је привукао кориснике и групе којима је забрањен приступ другим платформама друштвених медија и корисницима који траже алтернативе мејнстрим медије.
Основан 2016. и јавно покренут у мају 2017. године, тврди да промовише слободу говора, индивидуалну слободу, „слободан проток информација на мрежи” и хришћанске вредности. Истраживачи и новинари окарактерисали су ове тврдње као замагљивање екстремистичког екосистема. Антисемитизам је истакнут у садржају сајта, а само предузеће се бавио антисемитским коментарима. Извршни директор Ендру Торба је промовисао теорију завере о геноциду над белацима. Седиште се налази у Пенсилванији.